# 兰福希达贝
兰福希达贝（学名：Schilderia langfordi）为宝贝科希达贝属的动物。分布于日本、澳大利亚、菲律宾，包括台湾水域、东海等海域。该物种的模式产地在日本。